# ジム・ラヴェル
ジェームズ・アーサー・ラヴェル・ジュニア（James Arthur Lovell Jr. (/ˈlʌvəl/)、1928年3月25日 - 2025年8月7日）は、アメリカ合衆国の元宇宙飛行士、海軍飛行士、機械技師。1968年、アポロ8号の司令船操縦士として、人類初の月周回飛行に成功した3人のうちの1人となった。その後、1970年のアポロ13号に船長として搭乗し、途中で重大な故障が発生したものの、月を一周して地球に帰還した。
ラヴェルは、1965年のジェミニ7号、1966年のジェミニ12号にも参加している。4回も宇宙飛行を行ったのはラヴェルが史上初である。また、月への飛行を2度行ったのも初である。

## 若年期
1928年にオハイオ州クリーブランドで生まれた。父はカナダ・オンタリオ州生まれで石炭炉のセールスマンだった父ジェームズ・ラヴェル・シニア、母はチェコ系のブランシェ(Blanche)（旧姓マセック(Masek)）だった。父は1933年に交通事故で死亡した。2人の間の子供はラヴェル1人であった。
ラヴェルと母親はインディアナ州テレホートにある親戚の家に約2年間住んでいた。その後、母と一緒にウィスコンシン州ミルウォーキーに移り住み、ジュノー高校を卒業した。幼少期はボーイスカウトに所属し、最終的にボーイスカウトの最高位であるイーグルスカウトを達成した。
少年時代のラヴェルは、ロケットに興味を持ち、ロケットの模型を作って飛ばしていた。高校卒業後はウィスコンシン大学マディソン校に入学し、1946年から1948年までの2年間、同校の海軍飛行士訓練プログラム(Flying Midshipman)に参加した。マディソン大学ではフットボールをプレーし、フラタニティ組織アルファ・ファイ・オメガに入会した。
ラヴェルが飛行士訓練に参加していた1948年の夏、アメリカ海軍はプログラムの削減を始めており、士官候補生たちは他校に転校するよう圧力を受けていた。そのままでは、海軍飛行士として卒業しても、飛行士の職に就けない可能性があった。ラヴェルは、1948年秋に海軍兵学校に出願し、合格した。海軍兵学校1年生の時、液体燃料ロケットエンジンに関する論文を書いた。海軍兵学校で4年間を過ごし、1952年春に少尉として卒業し、学士の学位を取得した。その後、1952年10月から1954年2月までペンサコーラ海軍航空基地で飛行訓練を受けた。

## アメリカ海軍でのキャリア
ラヴェルは1954年2月1日に海軍航空士官に任命された。操縦訓練を終えると、カリフォルニア州サンフランシスコ近郊のモフェット連邦飛行場にある第3混成飛行隊(VC-3)に配属された。1954年から1956年にかけては、艦上夜間戦闘機F2H-3バンシーを操縦した。これには、空母「シャングリラ」での西太平洋での任務も含まれていた。シャングリラは、アメリカ海軍の空母としては2番目のアングルド・デッキを持つ空母として改装されていた。
陸上勤務に戻ると、艦上ジェット戦闘機F3Hデーモンのパイロット移行訓練を担当するようになった。1958年1月、メリーランド州パタクセント・リバー海軍航空基地にある海軍テストパイロット学校で6か月間のテストパイロット訓練コースに参加した。同級生にはピート・コンラッドやウォルター・シラーがいた。ラヴェルはこのクラスを首席で卒業した。
同年末、マーキュリー計画の宇宙飛行士候補としてアメリカ軍のテストパイロットの中から選ばれた110人の中に、ラヴェル、コンラッド、シラーの3人がいた。シラーはマーキュリー・セブンの1人となったが、ラヴェルとコンラッドは健康上の理由で選抜から漏れた。ラヴェルが落選したのは、血液中のビリルビンの値が一時的に高かったためである。
1961年、南カリフォルニア大学(USC)の航空安全学校を修了した。
パタクセント・リバー海軍航空基地では、電子機器の試験（後に武器の試験）に配属された。ラヴェルに割り当てられたコールサインは「シェイキー」(Shaky)で、これはコンラッドが名付けたものだった。
ラヴェルはF4Hのプログラム・マネージャーになり、ジョン・ヤングがその下で働いていた。1961年、第101戦闘飛行隊(VF-101)A分遣隊（デタッチメント・アルファ）の飛行教官および安全技術担当者としての任務を受けた。

## NASAでのキャリア
1962年、NASAはジェミニ計画とアポロ計画のために新たな宇宙飛行士を必要としていた。ラヴェルは2度目の応募で、コンラッドとともにNASA宇宙飛行士グループ2「ニューナイン」に合格した。

### ジェミニ計画

#### ジェミニ7号

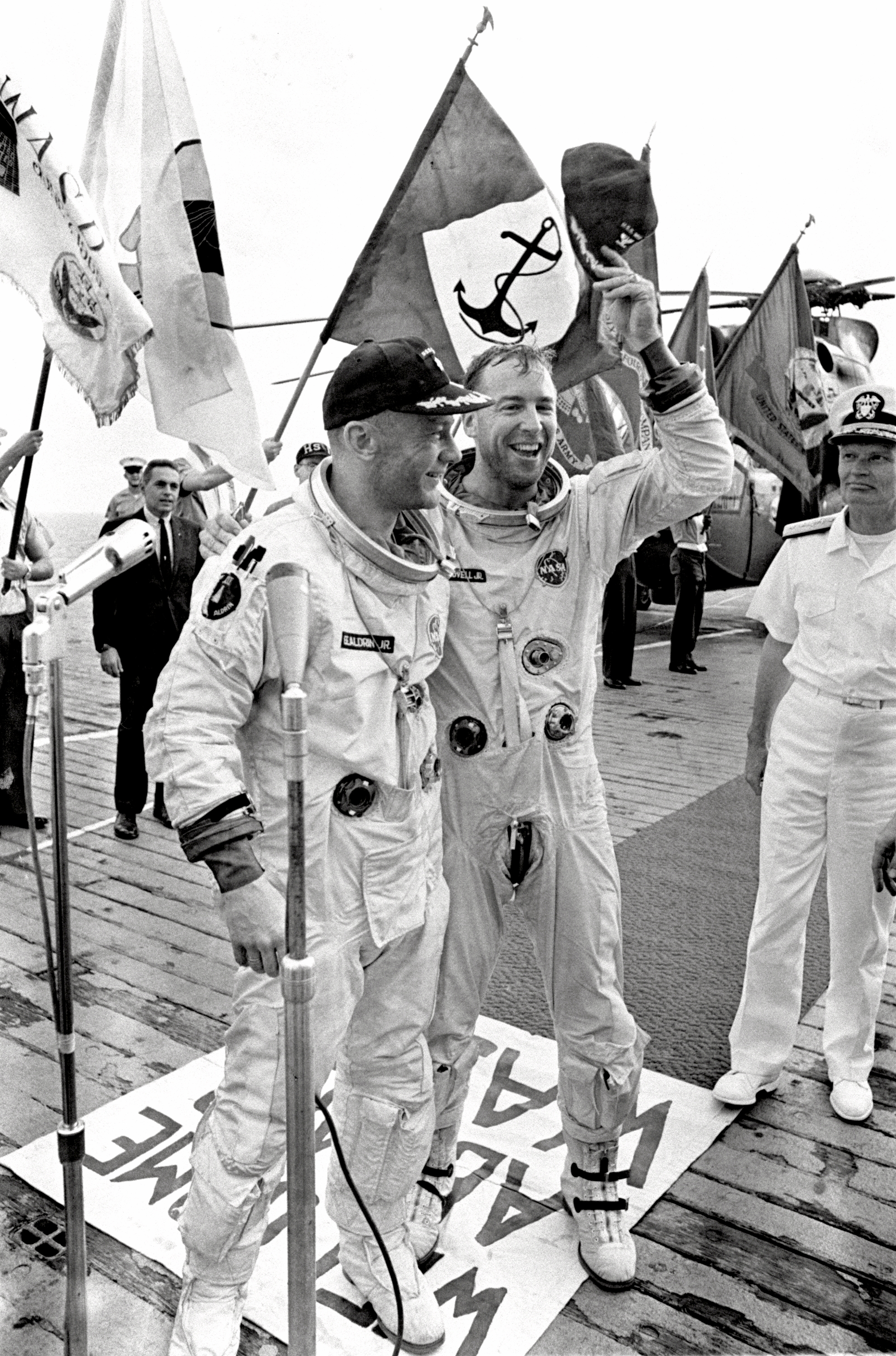
ジェミニ12号での帰還後、回収船のデッキに立つバズ・オルドリンとラヴェル

ラヴェルはジェミニ4号の予備搭乗員に選ばれた。その後、1965年12月にフランク・ボーマンとともにジェミニ7号のパイロットを務めた。このフライトの目的は、14日間の軌道上での活動がクルーと宇宙船に与える影響を評価することだった。この14日間のフライトでは、206回の地球周回を行う耐久記録を樹立した。また、ジェミニ6-A号との史上初のランデブーに成功した。
12月4日にラヴェルとボーマンの乗ったジェミニ7号が打ち上げられ、それを追って12月15日にウォルター・シラーとトーマス・スタッフォードが乗ったジェミニ6-A号が打ち上げられた。同時に4人が宇宙に滞在したのは初めての事である。
ランデブーには成功したが、すべてが順調だったとは言えない。宇宙での滞在が11日目を迎えた時に、いくつかのスラスターが噴射しなくなった。さらに翌日には燃料電池の電力が低下した。このような不具合があったものの14日目に地球帰還した。

#### ジェミニ12号
ラヴェルはその後、ジェミニ10号の予備搭乗員となることが予定されていた。しかし、ジェミニ9号の搭乗員だったエリオット・シーとチャールズ・バセットがT-38による訓練飛行中にビルに撃突して死亡したため(1966 NASA T-38 crash)、ラヴェルはトーマス・スタッフォードに代わってジェミニ9-A号の予備搭乗員となった。
これによりラヴェルは、1966年11月にバズ・オルドリンを乗せて行われたジェミニ12号での2回目の宇宙飛行で、初の船長を務めることとなった。この宇宙飛行では3回の船外活動、59回の地球周回を行い、アジェナ標的機との5回目のランデブーと4回目のドッキングを達成した。ランデブー用のレーダーが故障して手動でのドッキングを行なう、アジェナ衛星の噴射装置が故障して高度を上げられないなど、細かな問題は起きたが、予定のミッションを達成して、5日間の飛行を終えて地球に帰還した。

### アポロ計画

#### アポロ8号

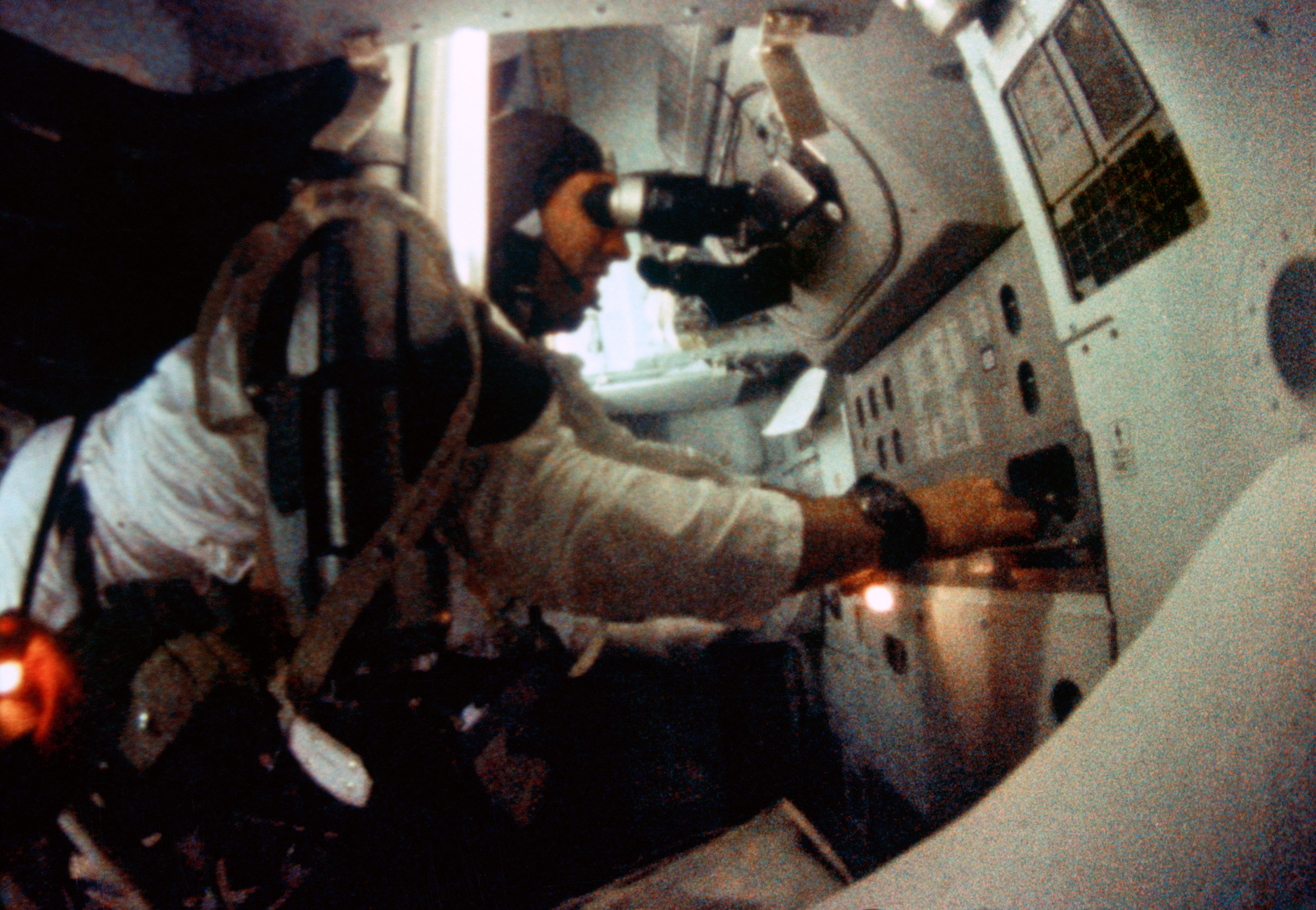
アポロ8号の司令船に搭乗中のラヴェル

ラヴェルは当初、ニール・アームストロングを船長、バズ・オルドリンを月着陸船操縦士(LMP)とする「アポロ9号」の予備搭乗員の司令船操縦士(CMP)に選ばれた。アポロ9号は、月着陸船の高遠地点での地球周回テストとして計画された。その後、メインのCMPのマイケル・コリンズが脊椎の手術を受けることになったため、ラヴェルと交代することになった。これによりラヴェルは、船長のフランク・ボーマン、LMPのウィリアム・アンダースと一緒になった。
本来の計画では、アポロ8号で司令船と月着陸船のドッキングなどを確かめ（Dミッション）、ラヴェルらのアポロ9号で月周回軌道へ投入する（Eミッション）はずであった。ところが月着陸船の製造が予定よりも遅れ、アポロ8号の打ち上げ予定日に間に合わなくなった。そこで、月への競争相手ソ連の動向などもあって、8号と9号の順序を入れ替え、9号のミッションはアポロ8号として先に行い、8号のミッションは月着陸船の準備が整った時点で行うこととなった（後にアポロ9号として実施された）。
1968年12月21日、ボーマン、ラヴェル、アンダースの3人が乗るアポロ8号が打ち上げられ、3日後には月の重力圏に入り月を周回する軌道に入った。3人は人類初の月周回者となった。
CMPであるラヴェルは、宇宙船に内蔵された六分儀を使って星の位置を測定し、宇宙船の位置を決定した。この情報は、必要な軌道修正を計算するために使用された。12月24日に月周回軌道に入ったアポロ8号は、高度約110キロメートルの円軌道を10回、計20時間かけて周回した。人類で初めて月の裏側を観測し、地球が月の地平線を昇る姿を人類で初めて目撃した。また、月面の白黒テレビ映像を地球に送信した。この日はクリスマスイブであることから、ラヴェルはボーマンとアンダースと交代で、聖書の創世記の一節を読み上げた（アポロ8号での創世記の朗読を参照）。
アポロ8号は12月25日、地球からの電波が届かない月の裏側でロケットの燃焼を行い、地球への帰還を開始した。地球との通信が回復したとき、ラヴェルは真っ先に「聞いてくれ。サンタクロースがいたんだ」(Please be informed, there is a Santa Claus.)と管制室に対して通信した。アポロ8号は12月27日に地球に帰還した。
聖書の朗読やサンタクロースの件について、無神論者団体アメリカン・アテイストの代表であるマダリン・マーレイ・オーヘイルから「宇宙飛行士は、宇宙にいる間は宗教的活動を控えるべきだ」と訴えが出された。

#### アポロ13号

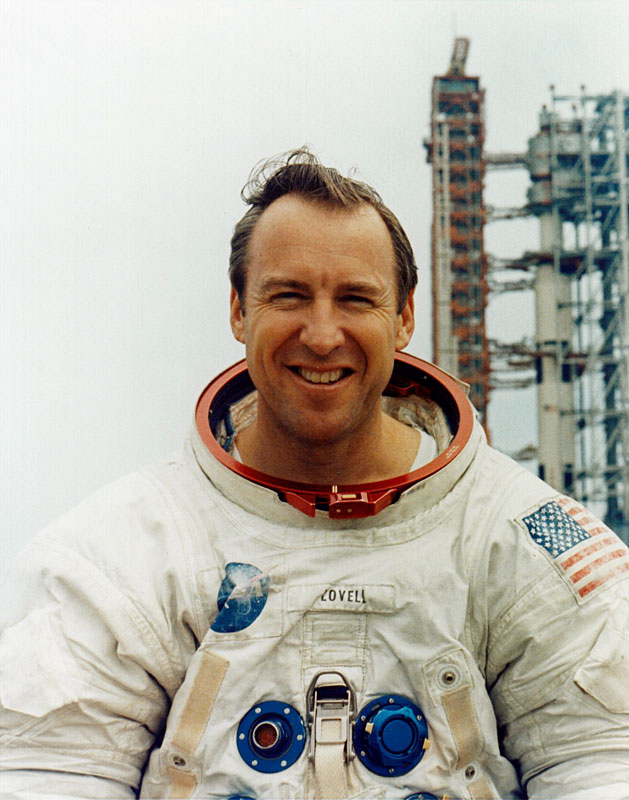
アポロ13号のミッション前に発射台の前に立つラヴェル

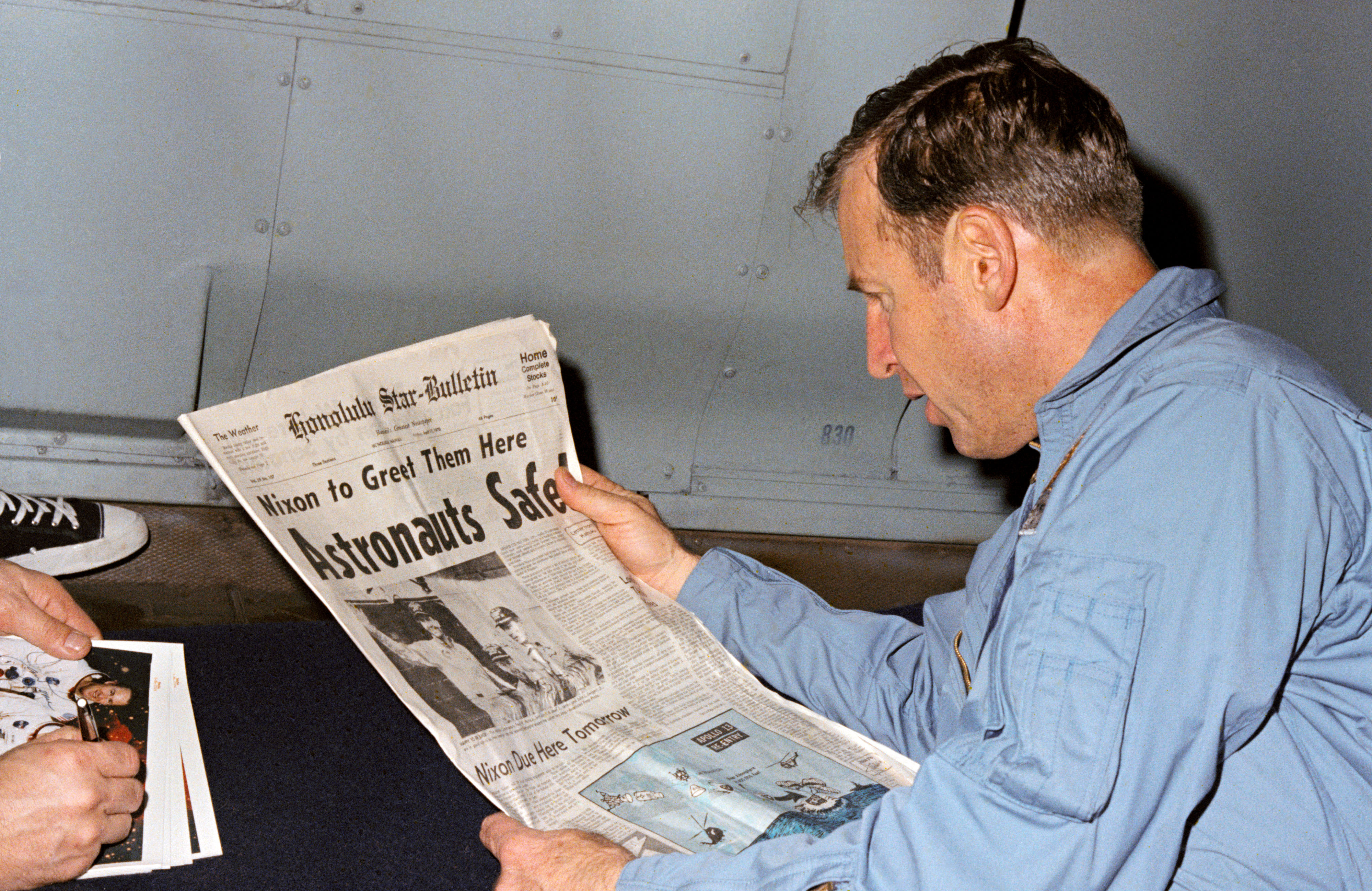
アポロ13号の無事帰還を伝える新聞記事を、回収船「イオー・ジマ」艦上で読むラヴェル

ラヴェルはアポロ11号の予備搭乗員を務め、その後アポロ14号で船長となる予定だった。しかし、14号の搭乗員はアポロ13号の搭乗員とミッションを交代することとなった。これは、13号（交代後は14号）の船長であるアラン・シェパードの訓練が、中耳炎の悪化により遅れていたためである。
1970年4月11日、船長のラヴェル、CMPのジャック・スワイガート、LMPのフレッド・ヘイズが搭乗するアポロ13号が打ち上げられた。この飛行はラヴェルにとって、人類史上初となる4度目の宇宙飛行、2度目の月への飛行となった。ラヴェルとヘイズは月面に着陸する予定だった。
打ち上げから2日後の4月13日、地球から月へ向かう行程をおよそ5分の4ほど進んだところで、液体酸素タンクの定期的な攪拌中に火災が発生した。NASAによれば、配線の電気絶縁体が損傷して火花が発生したことが最も有力な原因とされている。液体酸素が急速に気化してタンクが爆発し、2つ目の酸素タンクも損傷して液体酸素が漏れ出した。わずか2時間余りで機内の酸素は全て失われ、アポロ司令・機械船に電力を供給する水素燃料電池も機能しなくなった。
これにより、月面着陸ミッションは直ちに中止され、搭乗員を安全に地球に帰還させることが唯一の目的となった。
月着陸船をバッテリー、酸素、推進力を供給する救命ボートとして使用し、一旦離脱した自由帰還軌道を再び確立し、月の周りを旋回して地球に帰還することとした。地球上で行われた管制官の計算に基づいて、ラヴェルは月着陸船のスラスターとエンジンを手動で操作してコースを2回調整した。アポロ13号は4月17日に地球に帰還した。
ラヴェルは、月に2度行った3人のうちの1人であるが、ジョン・ヤングやユージン・サーナンとは異なり、月面には一度も降り立っていない。ラヴェルはジェミニとアポロの飛行で715時間以上を宇宙に滞在し、269回の日の出を宇宙から見た。これは、1973年7月から9月にかけて行われたスカイラブ3号のミッションで抜かれるまで、最長の宇宙滞在記録だった。アポロ13号が帰還時に到達した地点は、人類が到達した地球から最も遠い地点である。

## 退役後

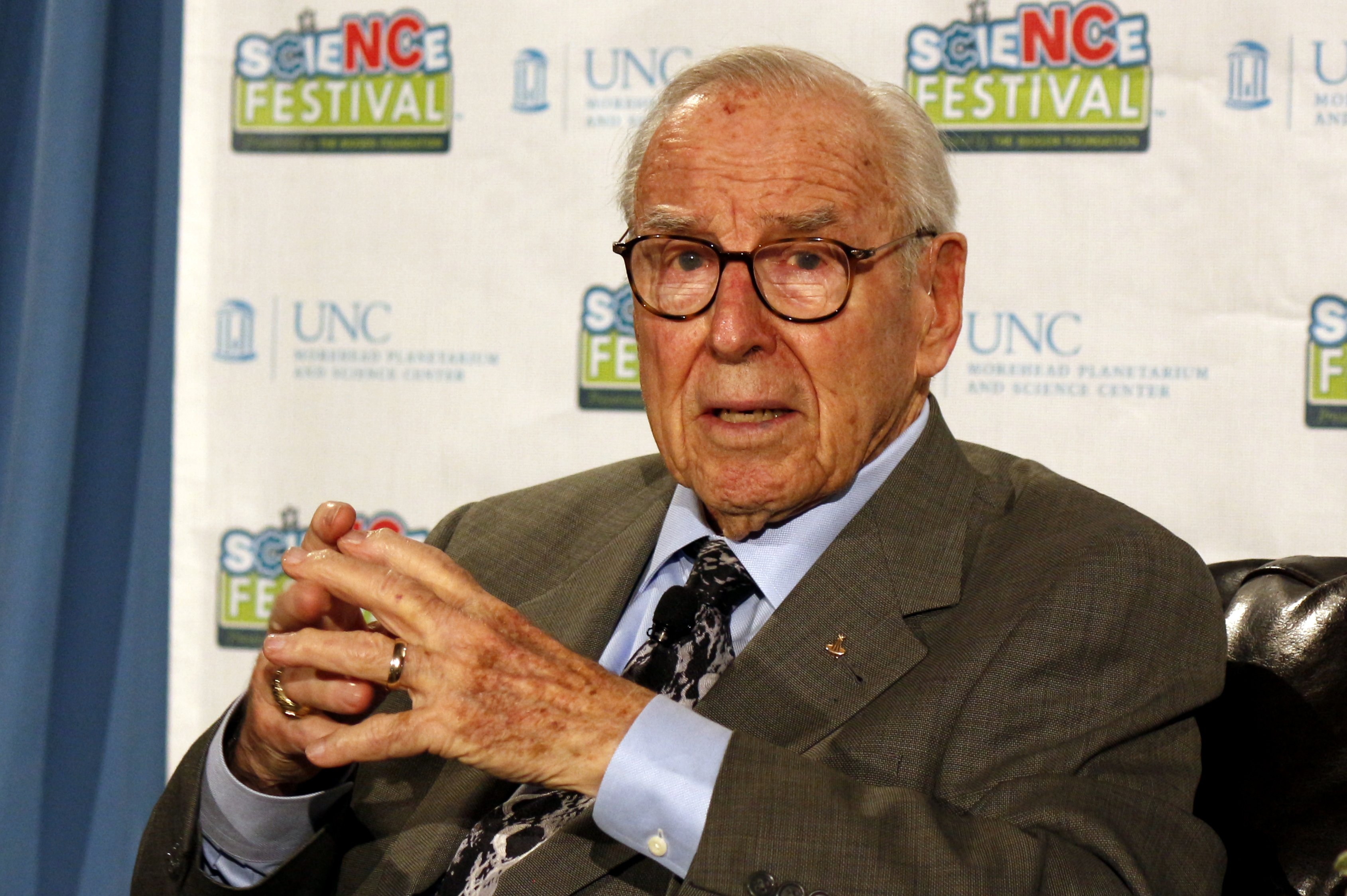
ノースカロライナ州の科学フェスティバルで講演するラヴェル（2017年4月）

ラヴェルは1973年3月1日に海軍と宇宙計画から引退した。同年にテキサス州ヒューストンにあるベイ・ヒューストン曳航会社に入社し、1975年にCEOとなった。1977年にフィスク電話システムズ社の社長となり、その後センテル社に勤務し、執行副社長となった後に、1991年1月1日に退職した。
ラヴェルは、シカゴのフェデラル・シグナル（1984年 - 2003年）、故郷ミルウォーキーのアストロナウティクス・コーポレーション・オブ・アメリカ（1990年 - 1999年）、シカゴのセンテル（1987年 - 1991年）など、いくつかの会社の役員を務めている。

### 映画『アポロ13』
ラヴェルはジェフリー・クルーガーとともに、1994年にアポロ13号のミッションにおける体験をまとめた"Lost Moon: The Perilous Voyage of Apollo 13"（邦題『アポロ13』 ISBN 4-10-246301-1）を執筆した。
ロン・ハワード監督の1995年の映画『アポロ13』は、この本を基に制作された。ラヴェルは映画化の話を聞いた時、自分の役は体格が似ているケビン・コスナーが適していると思ったが、実際に演じたのはトム・ハンクスだった。撮影の準備のために、ハンクスはテキサス州のラヴェル夫妻の自宅を訪ね、さらにラヴェルの自家用飛行機で一緒に飛行した。
この映画で、映画製作者は当初ラヴェルに、着水した司令船の回収にあたった強襲揚陸艦「イオー・ジマ」に乗艦している提督の役としてカメオ出演することを提案した。しかし、ラヴェルは「私は大佐として引退した。これからも大佐であり続ける」と言ってそれを断った。最終的にラヴェルは、「イオー・ジマ」の艦長リーランド・E・カーケモキャプテン(大佐と同ランク)の役で出演することとなった。宇宙飛行士たちが「イオー・ジマ」に乗り込むシーンで、ハンクスがボイスオーバーで話す中、ハンクスの手を握る海軍士官がラヴェルである。妻のマリリンも打ち上げの見学者の役でカメオ出演しているほか、特別版DVDには夫妻によるコメンタリーが収録されている。

### 死去
2025年8月7日、自宅のあるイリノイ州レイクフォレストで死去。97歳没。トム・ハンクスも追悼のコメントを残した。なお、ラヴェルの死をもってニュー・ナインのメンバーはすべてこの世を去ったことになる。

## 結婚と家族

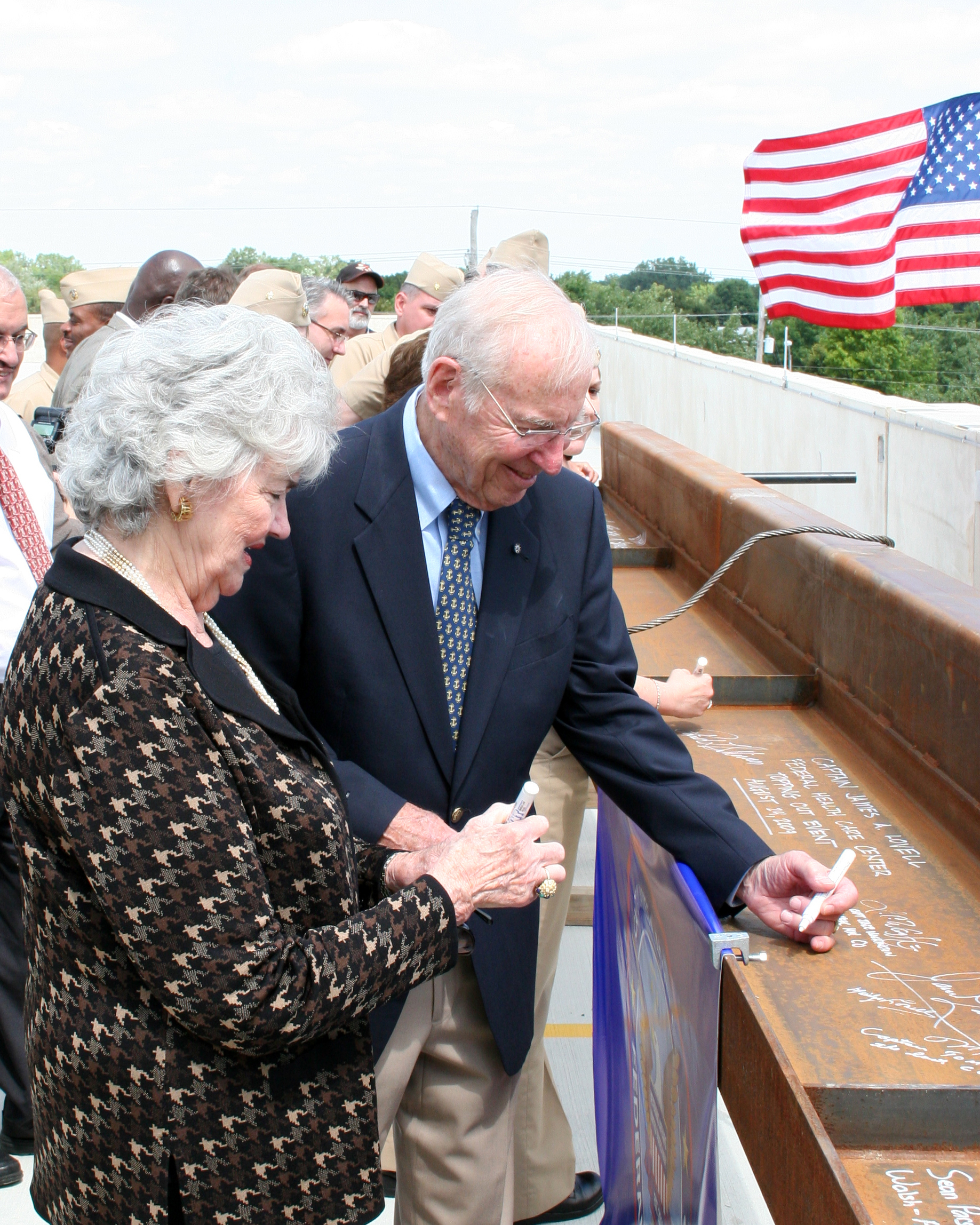
ラヴェルと妻のマリリン（2009年）

1952年、海軍兵学校を卒業したラヴェルは、高校時代からの恋人であるマリリン・リリー・ゲルラッハ（Marilyn Lillie Gerlach、1930年7月11日生）と結婚した。ラヴェルが海軍兵学校に転校したとき、マリリンもウィスコンシン州立教育大学からワシントンD.C.のジョージ・ワシントン大学に転校し、ラヴェルの側にいられるようにした。
2人の間にはバーバラ、ジェームズ、スーザン、ジェフリーの4人の子供がいる。
1995年の映画『アポロ13』では、女優のキャスリーン・クインランがマリリン役を演じ、アカデミー助演女優賞にノミネートされた。
1999年、ラヴェル家はイリノイ州レイクフォレストに高級レストラン「Lovell's of Lake Forest」をオープンした。このレストランには、ラヴェルがNASAに在籍していた頃の品々や、『アポロ13』の撮影で使われた品々が数多く展示されていた。2006年に、息子でエグゼクティブシェフのジェームズ（ジェイ）に所有権が譲渡された。このレストランは2014年2月に売りに出され、2015年4月に閉店し、同月に物件が競売にかけられた。
マーキュリー計画を初め多くの宇宙飛行士が離婚を経験しているが、ラヴェルとマリリンはおしどり夫婦として知られる。

## 賞と栄誉
ラヴェルは数多くの賞を受賞している。

### 国内の勲章
- 海軍宇宙飛行士勲章（英語版）
- 海軍飛行隊（英語版）
- 海軍ディスティングシュドサービスメダル（英語版）[58]
- 殊勲飛行十字章[58]
- エア・メダル
- 海軍コメンデーションメダル（英語版）
- 大統領自由勲章[59]
- Congressional Space Medal of Honor[60]
- NASAディスティングシュドサービスメダル（英語版）[61][62]
- NASAエクセプショナルサービスメダル（英語版）[63][64]
- 第二次世界大戦戦勝勲章（英語版）
- 国防勲章（英語版）
- 海軍派兵章（英語版）

### 国外の勲章
- 中国服役奨章（英語版）
- レジオンドヌール勲章シュバリエ[65]

### その他の賞
- 殊勲イーグルスカウト賞（英語版）（1990年）[66][67][68]
- ボーイスカウトアメリカ連盟 シルバー・バッファロー章（1992年）[66][69]
- ヘンリー・H・アーノルドトロフィー（1969年）[70]
- アカデミー・オブ・アチーブメント ゴールデンプレート賞[37]
- 国際航空連盟(FAI) De Laval Medal & Gold Space Medals[71]
- ナショナルジオグラフィック協会 ハバード・メダル[72][73]

ジェミニ6号と7号の搭乗員は、1966年のハーモン・トロフィーを受賞した。ジェミニ12号のミッションでも1967年のハーモン・トロフィーを受賞した。
アポロ8号の搭乗員は、1968年にコリアー・トロフィーを受賞した。1969年には、ニクソン大統領がロバート・H・ゴダード博士記念トロフィーを搭乗員に授与し、ラヴェルが代表して受け取った。また、1969年に3度めのハーモン・トロフィーを授与された。アポロ8号の他の搭乗員とともに、AIAAのヘイリー宇宙飛行士賞を受賞した。アポロ8号の搭乗員は、1968年に『タイム』誌の「メン・オブ・ザ・イヤー」に選ばれた。
1982年、ラヴェルはジェミニ計画の10人の宇宙飛行士の一人として国際航空宇宙の殿堂に殿堂入りした。1993年には、他の12人のジェミニ計画の宇宙飛行士とともに、アメリカ宇宙飛行士殿堂に殿堂入りした。

## ラヴェルに因むもの
1970年、月の裏側にあるクレーターに「ラヴェル」と名付けられた。
ミルウォーキーの科学館「ディスカバリー・ワールド」は、「ジェームズ・ラヴェル科学・経済・技術博物館」と名付けられた。また、この博物館はかつて、同じくラヴェルにちなんで名付けられたジェームズ・ラヴェル通りにあった。
2010年10月、グレートレイクス海軍診療所と北シカゴ退役軍人医療センターを統合したキャプテン・ジェームズ・A・ラヴェル連邦医療センターが完成した。

## 大衆文化において
アポロ13号の地球帰還の約1か月後、アポロ13号の搭乗員3人は、NBCのトーク番組『ザ・トゥナイト・ショー』（ジョニー・カーソン司会）に出演した。
ラヴェルはニコラス・ローグ監督の1976年の映画『地球に落ちて来た男』に、本人（アポロ13号船長）役でカメオ出演した。
ラヴェルの1994年の書籍を元に制作された1995年の映画『アポロ13』では、トム・ハンクスがラヴェルの役を演じた。この映画には、ラヴェル夫妻がカメオ出演している（詳細は#映画『アポロ13』を参照）。
1998年のHBOのテレビドラマ『フロム・ジ・アース/人類、月に立つ』では、ティム・デイリーがラヴェルの役を演じた。
2018年の映画『ファースト・マン』では、パブロ・シュレイバーがラヴェルの役を演じた。